# Mikko Keskinarkaus
Mikko Keskinarkaus (né le 29 juin 1979 à Rovaniemi) est spécialiste finlandais du combiné nordique qui a participé aux Jeux olympiques d'hiver de 2002. Il a gagné une épreuve collective en Coupe du monde en Italie en 2002 ainsi qu'une épreuve individuelle de la Coupe du monde B quelques jours plus tard.
En 2003, il décide de mettre à terme à sa carrière sportive.

## Palmarès

### Jeux olympiques
| Épreuve / Édition | Salt Lake City 2002 |
| Sprint            | 23e                 |
| Gundersen         | 28e                 |
| Par équipe        |                     |

### Coupe du monde
- Son meilleur classement général est une 15e en 2002.
- Le 10 janvier 2002, il a remporté avec Jaakko Tallus et Hannu Manninen l'épreuve par équipe de Val di Fiemme[2].
- Il a obtient son meilleur résultat individuel, 5e à deux reprises durant la saison 2001-2002.

### Coupe du monde B
- 1 victoire à Klingenthal en janvier 2003.

### Championnats du monde juniors
- Médaille d'or de l'épreuve par équipes en 1998.